# Rondo dans le genre ancien
Le Rondo dans le genre ancien, op. 7, est une œuvre de la compositrice Mel Bonis datant de 1889.

## Composition
Mel Bonis compose son Rondo dans le genre ancien pour piano en 1889. L'œuvre, dédiée à Mlle Marguerite Herth, est publiée l'année de sa composition aux éditions Grus. Elle est rééditée en 1893 par la même maison d'édition puis en 2006 par les éditions Furore.

## Analyse
Pièce légère et sans difficulté d'expression, le Rondo dans le genre ancien s'inspire des rondeaux du xviiie siècle, alternant refrains et couplets. Sa ritournelle, dans un mode mineur nostalgique, et sa vivacité apportent le charme de cette pièce.

## Edition actuelle
- In Mel Bonis, œuvres pour piano, Volume 2 - Pièces pittoresques et poétiques A; éd. Furore, 2006

## Discographie
- L'ange gardien, par Laurent Martin (piano), Ligia Digital LIDI 01033181-07, 2007 (OCLC 884450880)

## Sources
: document utilisé comme source pour la rédaction de cet article.
- Étienne Jardin, Mel Bonis (1858-1937) : parcours d'une compositrice de la Belle Époque, 2020 (ISBN 978-2-330-13313-9 et 2-330-13313-8, OCLC 1153996478, lire en ligne).
- (fr + de + en) Eberhard Mayer et Christine Géliot, Pièces pittoresques et poétiques, vol. A (1881-1895), Kassel, Furore Verlag, 2006, 52 p. (ISMN 9790500129196).